# Вертеп (товариство)
Вертеп — культурно-просвітницьке товариство в Тернополі. Виникло наприкінці 1988 року (установчі збори — 23 лютого 1989 року) в середовищі студентів Тернопільського державного педагогічного інституту (нині ТДПУ), молодих службовців, робітників, які вирішили відродити і показати тернополянам Різдвяний вертеп.

## Діяльність
Серед перших акцій товариства:
- виступ з різдвяним вертепом на сцені Тернопільського педінституту з нагоди святкування 125-річниці від дня народження Б.Грінченка,
- святкування 175-річчя Т. Шевченка (перший багатолюдний мітинг у Тернополі),
- Великодні гаївки у гідропарку за участю товариства Лева (м. Львів),
- Купальське свято на березі Тернопільського ставу,
- Відродження народно-обрядового фольклору Поділля та Галичини,
- започаткування фестивалю Різдвяних вертепів,
- впорядкування стрілецьких могил на Микулинецькому цвинтарі тощо.

За 15-річну діяльність товариство провело 8 фольклорно-етнографічних експедицій, а також експедиції пам'яті військових героїв «Забуті могили» (Іван Ясній, Володимир Стаюра), видало 10 збірок фольклору, побувало з культурно-просвітницькою місією в Умані, Каневі, Миколаєві, Сумах, Києві, Луцьку та за кордоном (Польща, Румунія, Росія).
Товариство — лауреат багатьох фестивалів і конкурсів, учасник 1-го фестивалю «Червона рута».
21 лютого 2009 року товариство святкувало 20-річчя в художньому музеї.
Члени «Вертепу» заснували молодіжні організації Пласт (Олег Мушій, Іван Гавдида), УМХ (Ігор Калаш), СНУМ (Юрій Тима, Юрій Заблоцький), провели низку фольклорно-етнографічних експедицій, стали науковцями, громадсько-політичними діячами.

## Керівники
- Богдан Гордасевич (23.02.1989 р.)
- Анатолій Пасічник (15.09.1989 р.)
- Ростислав Крамар (23.02.1990 р.)
- Петро Шимків (25.10.1990 р.)
- Федір Стрийвус (27.10.1992 р.)
- Тарас Гребеняк (10.11.1993 р.)
- Марія Чашка (2008 р.)
- Василь Когут (23.03.2014 по с.д.)

### Художні керівники
- Олена Стасишин (1989—1990 рр.)
- Наталія Пронь (1990—1993 рр.)
- Оксана Гребеняк (з дому — Гуглевич; 1993—2003 рр.)

## Учасники
Учасниками «Вертепу» є понад 200 осіб.
У середовищі вертепівців утворилося більше 20 подружніх пар, їхні діти виступають у колективі «Великодні зернятка».
Члени «Вертепу» заснували молодіжні організації Пласт (Олег Мушій, Іван Гавдида), УМХ (Ігор Калаш), СНУМ (Юрій Тима, Юрій Заблоцький). Провели низку фольклорно-етнографічних експедицій «Забуті могили» (Іван Ясній), стали науковцями, громадсько-політичними діячами.

## Репертуар
У репертуарі товариства більше 300 пісень.
Від 1996 року члени товариства співають Святу Літургію у Катедральному соборі Тернополя.

## Джерело
- Шимків П. Вертеп (товариство) // Тернопільський енциклопедичний словник : у 4 т. / редкол.: Г. Яворський та ін. — Тернопіль : Видавничо-поліграфічний комбінат «Збруч», 2004. — Т. 1 : А — Й. — С. 251. — ISBN 966-528-197-6.
- Культурно-просвітницька діяльність товариства "Вертеп" [Текст] // ДУХОВНІ СКАРБИ УКРАЇНСЬКОГО НАРОДУ В ЖИТТІ МОЛОДІ. — Т., 1994. — С. 4-47.
- Ми родом з "Вертепу" [Текст] : у Тернополі відзначили 30-річчя легендарного культурно-просвіт. т-ва / Д. Безганс // Свобода плюс Тернопільщина. — 2019. — № 17 (27 лют.). — С. 3 : фот. кол.
- Родом із "Вертепу" [Текст] : [відзначення в Тернополі 30-річчя культурно-просвітницького товариства] / М. Бобрівець // Вільне життя плюс. — 2019. — № 15 (27 лют.). — С. 9 : фот. кол. — (Ювілей).